# Storfjärden, Åland
Storfjärden är en fjärd i Åland (Finland). Den ligger i den västra delen av landskapet, 30 km nordväst om huvudstaden Mariehamn.